# Vanina Féron-Fredriksson
Vanina Féron-Fredriksson, född 9 juli 1851 i Stockholm, död 26 mars 1926 i Stockholm, var en svensk konstnär och illustratör.
Hon var dotter till grosshandlaren Theodor Féron och Fredrika Wilhelmina Fröberg och från 1883 gift med bokförläggaren Johan Ulrik Fredriksson. Hennes konst består huvudsakligen av visitkort, skyltar, snirkliga bokstäver och illustrationer utförda som etsningar.